# Melanargia florentina
Melanargia florentina är en fjärilsart som beskrevs av Ruggero Verity 1919. Melanargia florentina ingår i släktet Melanargia och familjen praktfjärilar. Inga underarter finns listade i Catalogue of Life.